# Stretava
Stretava (in ungherese Nagyszeretva, in tedesco Schönbach) è un comune della Slovacchia facente parte del distretto di Michalovce, nella regione di Košice.